# Liste der Baudenkmäler in Oberstdorf

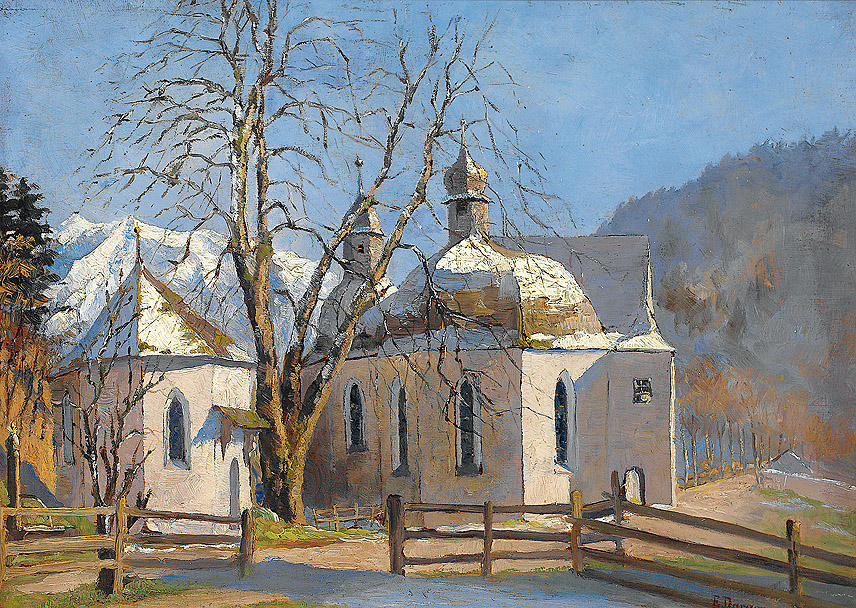
Ernst Dargen (1867–1929): „St. Loretto bei Oberstdorf“

Auf dieser Seite sind die Baudenkmäler in dem schwäbischen Markt Oberstdorf zusammengestellt. Diese Tabelle ist eine Teilliste der Liste der Baudenkmäler in Bayern. Grundlage ist die Bayerische Denkmalliste, die auf Basis des Bayerischen Denkmalschutzgesetzes vom 1. Oktober 1973 erstmals erstellt wurde und seither durch das Bayerische Landesamt für Denkmalpflege geführt wird. Die folgenden Angaben ersetzen nicht die rechtsverbindliche Auskunft der Denkmalschutzbehörde.

## Ensembles

### Ensemble Maria Loreto

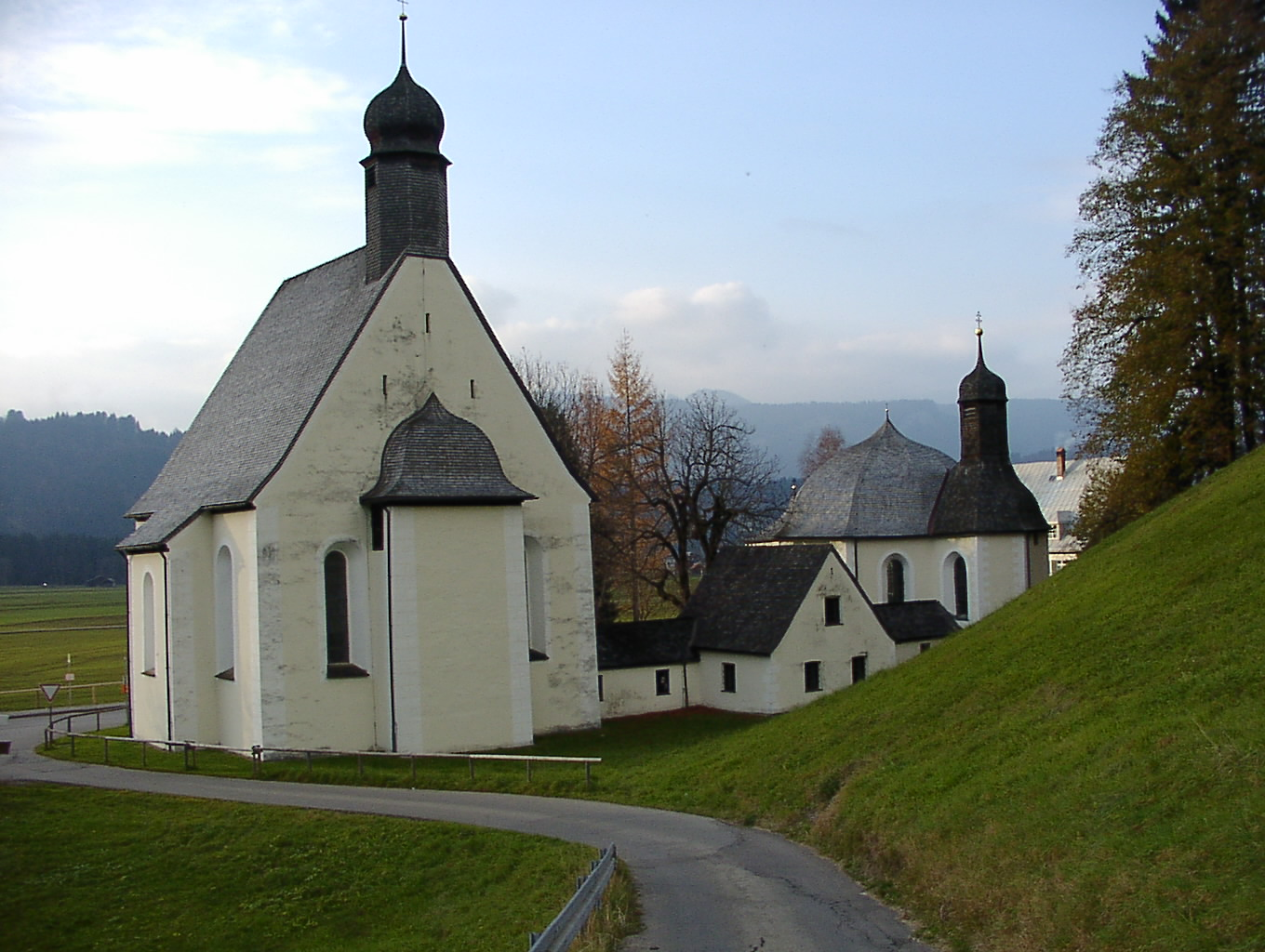
weitere Bilder

Voraussetzung für die spätere Wallfahrt Maria Loreto in Oberstdorf war die Errichtung der Appachkapelle unter dem Hang des Krappberges zu Ende des 15. Jahrhunderts. Den Anstoß zur Einrichtung einer barocken Wallfahrt gab 1643 die Errichtung eines Kreuzweges mit zehn Bildstöcken. Die ab 1657 erbaute Kapelle Maria Loreto folgte im Typus dem Grundriss der kleineren, älteren Appachkapelle und kopierte nicht – wie gebräuchlich – die Santa Casa von Loreto. Der Aufschwung, den die Wallfahrt in der Folgezeit nahm, machte den Bau einer Herberge notwendig (1661), die ab 1696 auch als Benefiziatenhaus diente (Lorettostraße 40). 1671 wurde eine weitere Prozessionskapelle, St. Joseph, errichtet, die als Heiliggrabkapelle den Abschluss des Kreuzweges bildet. Das Ensemble dokumentiert in dieser Form die frömmigkeitsgeschichtliche und theologische Entwicklung einer Wallfahrt sowie ihren künstlerischen Ausdruck in mehreren Bauten verschiedener Funktion und Zeitstellung. Aktennummer: E-7-80-133-1

### Ensemble Schrofengasse

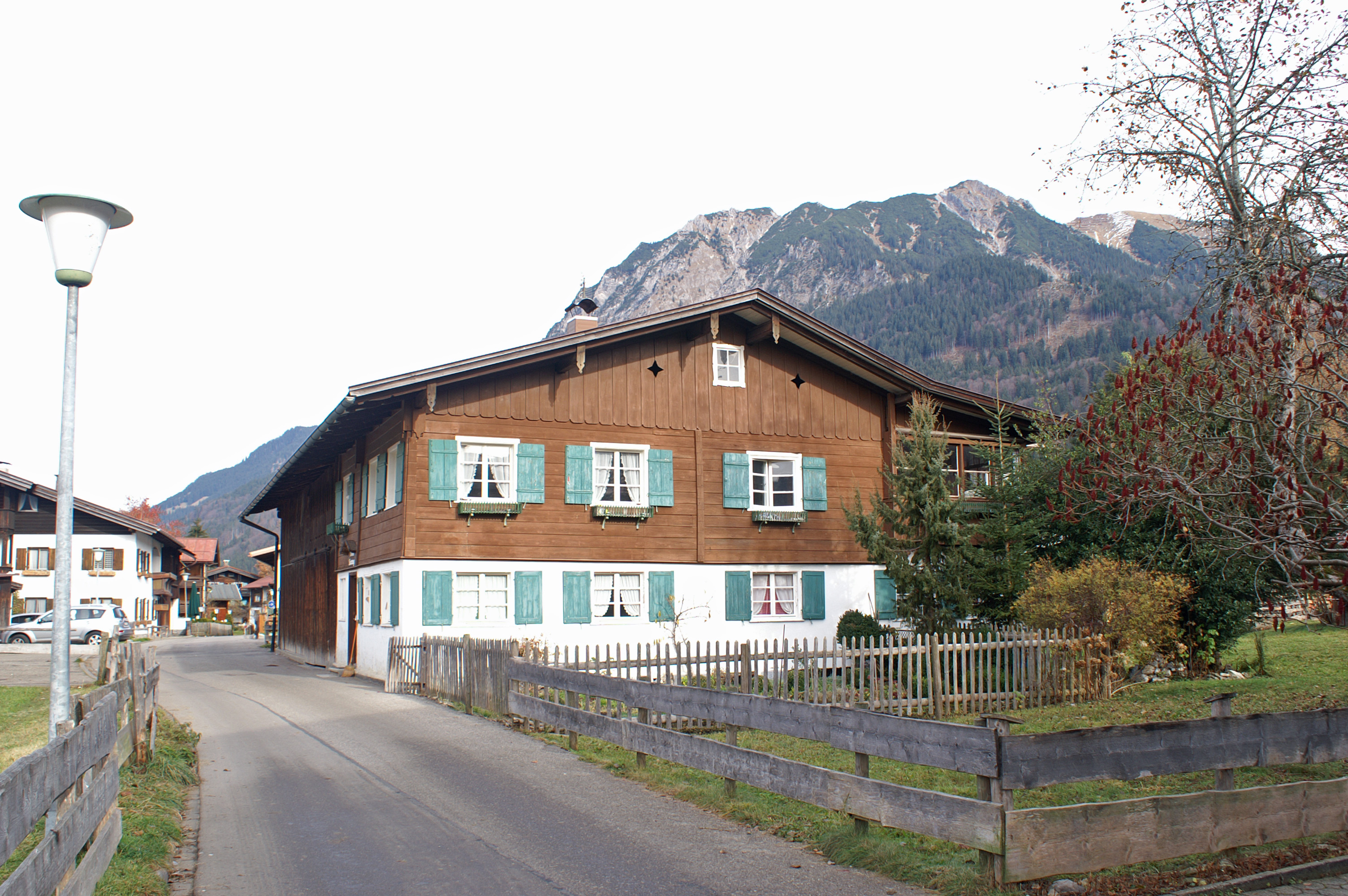

Die Schrofengasse, im südöstlichen Bereich von Oberstdorf gelegen, zweigt von der Oststraße, einer Hauptachse des Ortes, nach Süden ab und trifft außerhalb des Ortes auf die Lorettostraße. Meist traufständige Bauernhäuser, giebelseitig nach Süden gerichtet, stehen in lockerer, unregelmäßiger Bebauung mit den zugehörigen Grasgärten. Einige Häuser liegen weit von der Straße ab, so dass auf ein lockeres System von Hofzufahrten vor der Anlage geschlossen werden darf. Den ländlichen Charakter betont auch die für den Bereich typische Bauweise: neben offenen gestrickten Blockbauten unter dem alpenländischen Flachdach – ursprünglich mit Landerndeckung – treten auch Fachwerkteile in Erscheinung. Aktennummer: E-7-80-133-2

### Ensemble Weiler Gerstruben

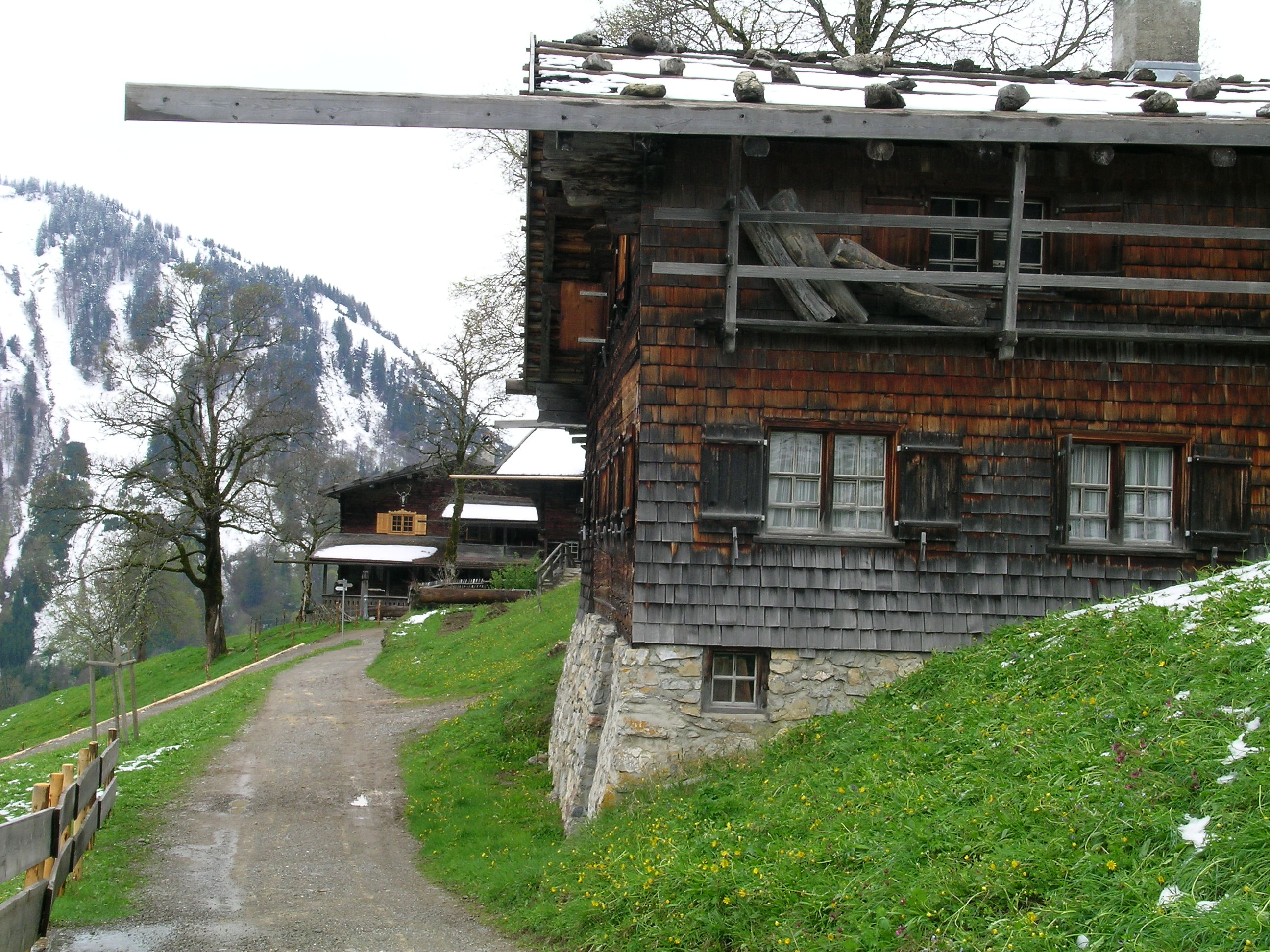

Das Ensemble wird gebildet durch eine Reihe von ehemaligen Bauernhäusern des 17. und 18. Jahrhunderts und eine zugehörige Kapelle am Abhang des Riffenkopfes in 1154 m Höhe. Die für das bayerische Alpengebiet neben Wamberg (Lkr. Garmisch-Partenkirchen) einzigartige Höhensiedlung wurde schon im Mittelalter von Lechtaler Auswanderern gegründet und war bis 1892 Dauersiedlung. In Gerstruben zeigen fast alle Bauernhäuser vollständig die ursprünglichen Kennzeichen ihres regional und zeitlich gebundenen Typus. Der Zwiehof des 17. Jahrhunderts (Nr. 4, ehemals auch Nr. 6) mit gestrickten Rundholzblockbauwänden, Landerndeckung auf weit vorragendem Flachdach und mit zugehöriger Heuschinde – ebenfalls Rundholzblockbauten – ist charakteristisch für die Quelltäler der Iller. Aktennummer: E-7-80-133-3

### Ensemble Weiler Oib

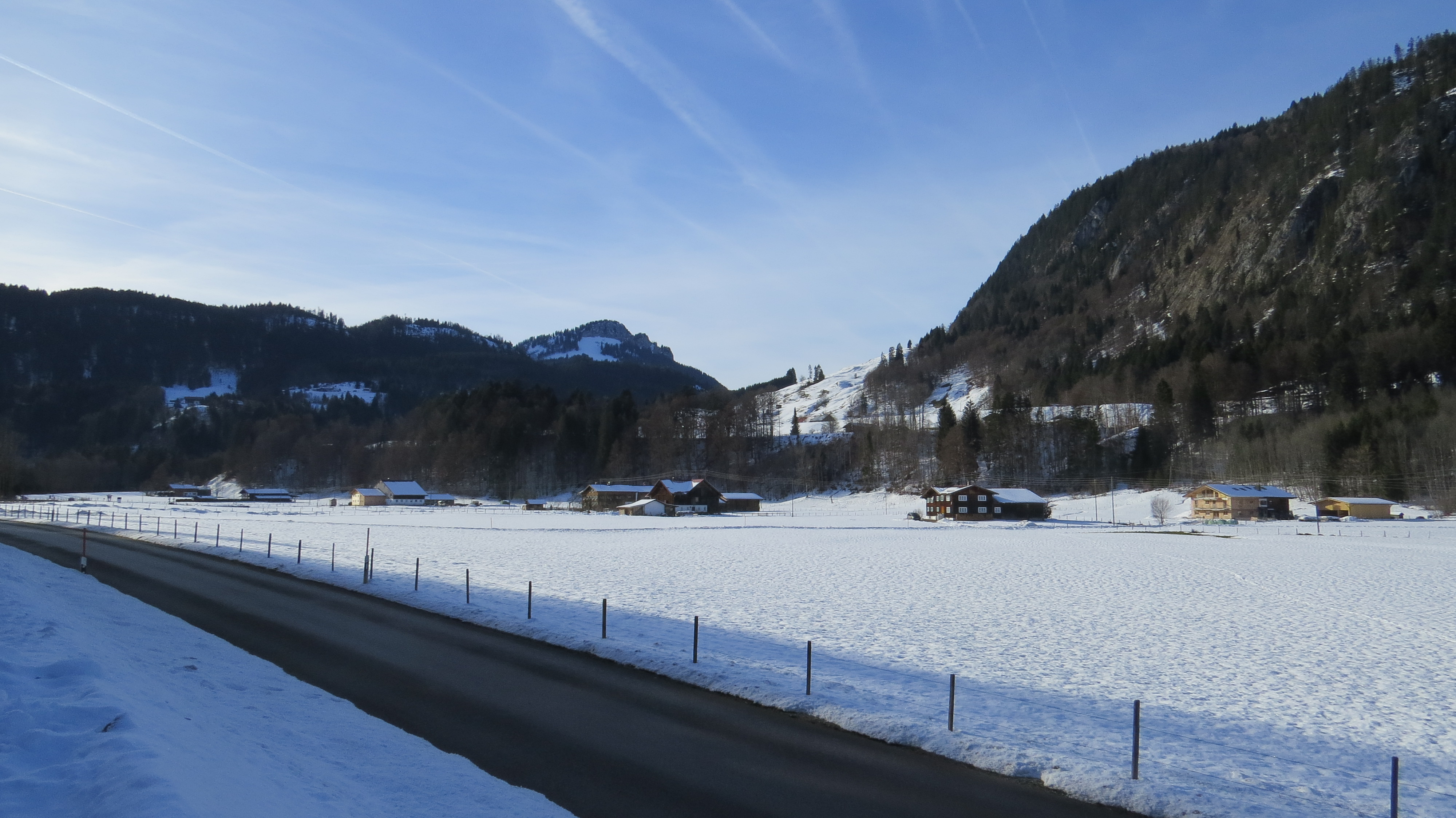

Das Ensemble umfasst den gesamten Bereich der genannten Bauernhäuser mit den zugehörigen Grundstücken. – Der Ort Oib ist eine planmäßige Ansiedlung des 18. Jahrhunderts 1775 fand eine fast vollständige Vereinödung von Tiefenbach statt, wobei 37 Hofstätten ausgesiedelt wurden. Der ursprünglich geschlossene Ort Tiefenbach löste sich bis auf wenige Anwesen vollständig auf. Die Vereinödung erfolgte mit dem „Ausbau“ der Höfe und es entstanden als neue Siedlungen die Orte Ferlewang, Bachtel, Oib und vermutlich Reine. Die Gründung von Oib erfolgte durch regelmäßige Teilung der Au („Oib“), die sich südlich des alten Ortes Winkel entlang der Breitach erstreckt; sie wird im Westen vom Rainwald, im Osten und Süden von den Flussniederungen von Breitach und Starzlach begrenzt. Die Bauernhäuser besetzen sinngemäß – zum Schutz vor Bränden und aus Gründen der Wirtschaftlichkeit – meist die Mitte ihrer großen ungeteilten Grundstücke. Sie sind teilweise direkt von Tiefenbach in die neue Flur übertragen (z. B. Nr. 58, Ende 17. Jahrhundert im Wasach über Tiefenbach erbaut) oder zur Zeit der Aussiedlung neu errichtet worden (Nr. 60). Die Bauernhäuser sind meist Einfirsthöfe in Blockbauweise, teilweise verschindelt und mit Landerndeckung; Nr. 631/2 wirkt sich im Ensemble störend aus. Aktennummer: E-7-80-133-4

## Baudenkmäler nach Ortsteilen

### Oberstdorf
| Lage | Objekt                                          | Beschreibung | Akten-Nr.               | Bild                                        |
| --- | ----------------------------------------------- | --- | ----------------------- | ------------------------------------------- |
| Am Burgstall; Am Rauhen 1, 3; Burgstall; Burgstallsteig 2, 9; Dienersberg 4; Gebrgoibe; Krappberg; Nähe Haldenweg; Obereschle; Oststraße 48, 52, an der Straße nach Einödsbach. (Standort) | Bildstock                                       | Pfeiler mit Satteldach und Segmentbogennische, 18./19. Jahrhundert; | D-7-80-133-45 Wikidata  | Bildstock                                   |
| Am Mühlacker 9 (Standort) | Wohnhaus                                        | aufgefächerter organischer Split-Level-Bau unter asymmetrischem, flachem Satteldach, 1953 von Chen Kuen Lee | D-7-80-133-194 Wikidata | weitere Bilder                              |
| Am Rauhen 3 (Standort) | Moorbad                                         | Dreiflügelanlage, Hauptgebäude zweigeschossig mit Walmdach, die winkelförmigen Seitentrakte erdgeschossig mit Satteldach, nach Plänen von Willi Huber, 1929/30. | D-7-80-133-173 Wikidata | Moorbad                                     |
| Blumengasse 2 (Standort) | Ehemaliges Bauernhaus                           | zweigeschossiger offener Blockbau mit Schleppdach und ausgebautem Längsschopf, 2. Hälfte 17. Jahrhundert | D-7-80-133-1 Wikidata   | Ehemaliges Bauernhaus                       |
| Freibergsee 4 (Standort) | Ehemalige Villa Probst                          | zweigeschossiger Satteldachbau mit Erdgeschossloggia und verschindeltem Obergeschoss, in gründerzeitlich-alpenländischem Stil, 1898; mit Ausstattung. | D-7-80-133-158 Wikidata | Ehemalige Villa Probst                      |
| Freibergstraße 2 (Standort) | Bauernhaus                                      | zweigeschossiger Bau mit flachem Satteldach, Wohnteil Blockbau verschindelt, wohl 17./18. Jahrhundert, Wirtschaftsteil und Dach 1936 erneuert. | D-7-80-133-162 Wikidata | Bauernhaus                                  |
| Freiherr-von-Brutscher-Straße 7 (Standort) | Evangelisch-lutherische Christuskirche          | Saalbau mit östlichem Zeltdachturm, von Architekt Ludwig von Tiedemann, 1905/06, Umgestaltung durch Gustav Gsaenger 1956; mit Ausstattung. | D-7-80-133-3 Wikidata   | weitere Bilder                              |
| Frohmarkt 8 (Standort) | Ehemaliges Bauernhaus                           | zweigeschossiger offener Blockbau mit Flachsatteldach und Würfelfries, ehemaliger Stallbereich im Untergeschoss, 1. Hälfte 18. Jahrhundert | D-7-80-133-4 Wikidata   | weitere Bilder                              |
| Fuggerstraße 5 (Standort) | Ehemaliges Nebengebäude                         | Ehemaliges Nebengebäude des 1936 abgebrannten Fugger-Hauses, eingeschossiger Blockbau mit flachem Satteldach, Kniestock, Mittelrisalit und Giebelveranda, um 1890. | D-7-80-133-163 Wikidata | weitere Bilder                              |
| Fuggerstraße 7 (Standort) | Villa Jauss                                     | zweigeschossiger, verschindelter Walmdachbau mit Mezzanin und reichen hölzernen Gliederungsdetails, Ende 19. Jahrhundert; Nebengebäude, kleiner Rechteckbau mit Flachsatteldach, gleichzeitig.                                                                                              | D-7-80-133-5 Wikidata   | weitere Bilder                              |
| Fuggerstraße 12 (Standort) | Haus Castell                                    | zweigeschossiger Satteldachbau mit Zwerchhäusern und zweiseitig umlaufenden Veranden, im alpenländischen Stil, um 1905. | D-7-80-133-164 Wikidata | weitere Bilder                              |
| Küferstraße 5 (Standort) | Wohnteil eines ehemaligen Bauernhauses          | zweigeschossiger, teilweise offener Blockbau mit Flachsatteldach, 17./18. Jahrhundert | D-7-80-133-6 Wikidata   | weitere Bilder                              |
| Küferstraße 6 (Standort) | Wohnteil eines ehemaligen Bauernhauses          | zweigeschossiger offener Blockbau mit Flachsatteldach, im Kern 18. Jahrhundert, Erdgeschoss erneuert. | D-7-80-133-7 Wikidata   | weitere Bilder                              |
| Lorettostraße 4 (Standort) | Ehemaliges Bauernhaus                           | zweigeschossiger Blockbau mit flachem Satteldach und verschaltem Giebelfeld, im Kern 17. Jahrhundert | D-7-80-133-8 Wikidata   | weitere Bilder                              |
| Lorettostraße 16 (Standort) | Geldernhaus                                     | zweigeschossiger Satteldachbau mit Zwerchhaus, verschindeltem Obergeschoss und polygonalem Eckerker, in Formen des Heimatstils, von Franz Zell, 1910. | D-7-80-133-159 Wikidata | Geldernhaus                                 |
| Lorettostraße 31 (Standort) | Katholische Kapelle St. Joseph                  | quadratischer, kreuzförmig erweiterter Zentralbau mit Satteldach und Dachreiter mit Zwiebelhaube, 1671; mit Ausstattung. | D-7-80-133-9 Wikidata   | weitere Bilder                              |
| Lorettostraße 31 (Standort) | Katholische Kapelle Maria Loreto                | oktogonaler Zentralbau mit Haubendach, dreiseitig geschlossenem Chor mit Dachreiter und westlichem Vorbau, 1657/58, Vorbau 1718; mit Ausstattung; Sakristeibau, erdgeschossiger Satteldachbau mit Verbindungsgang zwischen Loretto- und Josephskapelle, 1707.                               | D-7-80-133-10 Wikidata  | weitere Bilder                              |
| Lorettostraße 40 (Standort) | Ehemaliges Benefiziatenhaus                     | zweigeschossiger, zum Teil verputzter Blockbau mit Steilsatteldach, 1661; siehe Ensemble Loreto-Wallfahrt. | D-7-80-133-13 Wikidata  | weitere Bilder                              |
| Ludwigstraße 4 (Standort) | Stadtvilla, sogenanntes Haus Birkeneck          | längsrechteckiger eingeschossiger und verputzter Massivbau mit Walmdach, vier runden Eckerkertürmen mit Kegeldächern und Terrasse mit zweiläufiger Vortreppe, im historisierenden Heimatstil, für Dr. Otto Böckner, um 1936 von Andor Akos. Wird jetzt (2024) als Kinderarztpraxis genutzt. | D-7-80-133-196 Wikidata | weitere Bilder                              |
| Ludwigstraße 13 (Standort) | Ehemaliges Jagdhaus des Prinzregenten Luitpold  | zweigeschossiger, verschindelter Blockbau mit Flachsatteldach und Balkon, bezeichnet 1856. | D-7-80-133-14 Wikidata  | weitere Bilder                              |
| Marktplatz 3 (Standort) | Katholische Pfarrkirche St. Johannes der Täufer | Saalbau mit eingezogenem Chor und westlichem Turm mit Spitzhelm, Langhaus und Turm im Kern 1419, Umbau und Erweiterung durch Georg von Stengel 1866/67; mit Ausstattung. | D-7-80-133-16 Wikidata  | weitere Bilder                              |
| Nähe Lorettostraße (Standort) | Appachkapelle                                   | achtseitiger Zentralbau mit geschwungenem Zeltdach, 1493, Dach 1938/39; mit Ausstattung. | D-7-80-133-11 Wikidata  | weitere Bilder                              |
| Nähe Prinzenstraße (Standort) | Prinzregentendenkmal                            | Bronze-Standbild des Prinzregenten Luitpold, auf Findling-Sockel, 1912. | D-7-80-133-15 Wikidata  | weitere Bilder                              |
| Nähe Prinzenstraße; Oststraße 2a (Standort) | Ehemalige Seelenkapelle                         | jetzt Kriegergedächtniskapelle, ursprünglich als Beinhaus errichtet, Rechteckbau mit steilem Satteldach und reich gestalteter Nordfassade, Ende 15. Jahrhundert, Umgestaltung 1931; Arkadengang, Satteldachbau mit profiliertem Traufgesims und Kreuzwegbildern, 1735; südlich der Kirche.  | D-7-80-133-17 Wikidata  | weitere Bilder                              |
| Nähe Sonnenstraße, an der Straße von Oberstdorf zur Loretokapelle. (Standort) | Kreuzweg                                        | Rundbogennischen unter Satteldach mit Ölbildern auf Blech des 19. Jahrhunderts, teils erneuert, 1828; Kastanienpflanzung; | D-7-80-133-12 Wikidata  | Kreuzweg                                    |
| Nähe Weststraße (Standort) | Historische Ausstattungsstücke                  | in moderner Pestkapelle von nach 1950. | D-7-80-133-40 Wikidata  | weitere Bilder                              |
| Oeschlesweg 2 (Standort) | Ehemaliges Bauernhaus                           | dreigeschossiger, teilweise offener Blockbau mit Flachsatteldach und Schopf auf dreieckiger Hofstatt, 18. Jahrhundert | D-7-80-133-19 Wikidata  | weitere Bilder                              |
| Oststraße 2 (Standort) | Ehemaliges Pfarrhaus                            | zweigeschossiger Giebelbau mit Kniestock und überstehendem Satteldach, Schmalseiten durch Nischenbalkon bzw. dreigeschossigen Balkonerker gegliedert, mit verputztem Zierfachwerk in Trauf- und Giebelzone, wohl 1866/67.                                                                   | D-7-80-133-20 Wikidata  | weitere Bilder                              |
| Oststraße 13 (Standort) | Bildstock                                       | Pfeiler mit Rundbogennische und Satteldach, wohl 19. Jahrhundert; bei Nr. 13. | D-7-80-133-22 Wikidata  | Bildstock                                   |
| Oststraße 13 (Standort) | Heimatmuseum                                    | zweigeschossiger, verschindelter Blockbau mit flachem Satteldach, im Kern 18. Jahrhundert. Die Außenfassade besteht aus im Strickverband (eine besondere Eckverbindung im Blockbau) verlegten Originalbalken aus dem 17. Jahrhundert                                                        | D-7-80-133-21 Wikidata  | weitere Bilder                              |
| Oststraße 25 (Standort) | Bauernhaus                                      | dreigeschossiger Satteldachbau, über gemauertem Erdgeschoss in Block- bzw. Ständerbauweise errichtet, erste Hälfte 16. Jahrhundert, im 18. Jahrhundert tiefgreifend verändert, westlich anschließend Wirtschaftsteil mit Wiederkehr.                                                        | D-7-80-133-174 Wikidata | Bauernhaus                                  |
| Oststraße 26 (Standort) | Ehemaliges Bauernhaus                           | zweigeschossiger, verputzter Blockbau mit Flachsatteldach, Wirtschaftsteil verändert, im Kern 18. Jahrhundert, mit Veränderungen des 19. Jahrhunderts; siehe auch Ensemble Schrofengasse.                                                                                                   | D-7-80-133-160 Wikidata | Ehemaliges Bauernhaus                       |
| Oststraße 35 (Standort) | Wohnteil eines ehemaligen Kleinbauernhauses     | zweigeschossiger Blockbau mit Flachsatteldach und vorgebautem Stüble, 17./18. Jahrhundert | D-7-80-133-23 Wikidata  | Wohnteil eines ehemaligen Kleinbauernhauses |
| Oststraße 39 (Standort) | Doppelhaus                                      | Trettachhäusle, früher: Gerberhütte. Zweigeschossiger, teilweise verputzter Blockbau mit Fachwerkteil und Landerndach, bezeichnet 1654 (Aufschrift auf Haus) und 1804. | D-7-80-133-24 Wikidata  | Doppelhaus                                  |
| Pfarrstraße 10 (Standort) | Wohnhaus                                        | zweigeschossiger, offener Blockbau mit mittelsteilem Dach, nach 1865. | D-7-80-133-25 Wikidata  | Wohnhaus                                    |
| Rankgasse 11 (Standort) | Ehemaliges Bauernhaus                           | zweigeschossiger, zum Teil offener Blockbau mit Fachwerkteil und erneuertem Flachsatteldach, im Kern 18. Jahrhundert | D-7-80-133-26 Wikidata  | Ehemaliges Bauernhaus                       |
| Rechbergstraße 3 (Standort) | Wohn- und Geschäftshaus                         | dreigeschossiger, offener, dreigadiger Blockbau mit flachem Satteldach und unregelmäßigem Grundriss, 1. Hälfte 18. Jahrhundert, erneuert. | D-7-80-133-27 Wikidata  | weitere Bilder                              |
| Rechbergstraße 5 (Standort) | Kleinhaus                                       | zweigeschossiger, verputzter bzw. verschalter Blockbau mit Flachsatteldach, im Kern 17./18. Jahrhundert | D-7-80-133-28 Wikidata  | Kleinhaus                                   |
| Rechbergstraße 11 (Standort) | Wohnhaus                                        | zweigeschossiger Flachsatteldachbau mit Veranda, im Giebel offenes Fachwerk mit gedrehten Bügen, bezeichnet 1645, Veränderungen 1. Hälfte 18. Jahrhundert | D-7-80-133-29 Wikidata  | weitere Bilder                              |
| Schrofengasse 4 (Standort) | Bauernhaus                                      | zweigeschossiger Flachsatteldachbau mit offenem Blockbau-Erdgeschoss, darüber Riegelwände, Dach und Wirtschaftsteil erneuert, im Kern 17. Jahrhundert und 19. Jahrhundert | D-7-80-133-31 Wikidata  | Bauernhaus                                  |
| Schrofengasse 6 (Standort) | Bauernhaus                                      | zweigeschossiger Mittertennbau mit abgeschlepptem Flachsatteldach und ausgebautem Längsschopf, im Kern 17./18. Jahrhundert | D-7-80-133-32 Wikidata  | weitere Bilder                              |
| Schrofengasse 11 (Standort) | Ehemaliges Kleinbauernhaus                      | zweigeschossiger Flachsatteldachbau mit traufseitigem Fachwerkteil im Obergeschoss, Wohnteil offener Blockbau, Wirtschaftsteil zu Wohnzwecken umgebaut, im Kern 17./18. Jahrhundert | D-7-80-133-33 Wikidata  | Ehemaliges Kleinbauernhaus                  |
| Schrofengasse 13 (Standort) | Wohnteil eines ehemaligen Bauernhauses          | zweigeschossiger offener Blockbau mit Flachsatteldach und Fachwerkteil, im Kern 2. Hälfte 18. Jahrhundert | D-7-80-133-34 Wikidata  | Wohnteil eines ehemaligen Bauernhauses      |
| Sonthofener Straße 3 (Standort) | Ehemaliges Bauernhaus                           | sogenanntes Allgäuer Haus, zweigeschossiger verschindelter Flachsatteldachbau mit Fachwerkgiebel, Wirtschaftsteil verändert, im Kern 2. Hälfte 18. Jahrhundert | D-7-80-133-35 Wikidata  | weitere Bilder                              |
| Sonthofener Straße 6 (Standort) | Katholische Kapelle St. Nikolaus                | sogenannte Klausenkapelle, Rechteckbau mit dreiseitigem Schluss und Dachreiter mit Spitzhelm, um 1520, Umbau und Erhöhung durch Johann Baptist Kaufmann nach Plänen von Georg von Stengel 1867/68; mit Ausstattung.                                                                         | D-7-80-133-36 Wikidata  | weitere Bilder                              |
| Trettachstraße 1 (Standort) | Ehemaliges Kleinbauernhaus                      | zweigeschossiger Bau mit verputztem Blockbauobergeschoss, Längsschopf und Schleppdach mit Landerndeckung, im Kern 2. Hälfte 17. Jahrhundert | D-7-80-133-37 Wikidata  | weitere Bilder                              |
| Wagnergasse 1 (Standort) | Ehemaliges Bauernhaus                           | zweigeschossiger, offener Blockbau mit Flachsatteldach und Mittertenne, 1. Hälfte 18. Jahrhundert | D-7-80-133-38 Wikidata  | Ehemaliges Bauernhaus                       |
| Weststraße 14 (Standort) | Wohnteil eines ehemaligen Bauernhauses          | zweigeschossiger verputzter Blockbau mit Satteldach, Typus des Wiederaufbaus, nach 1865. | D-7-80-133-165 Wikidata | Wohnteil eines ehemaligen Bauernhauses      |
| Weststraße 21 (Standort) | Bildstock                                       | Pfeiler mit Segmentbogennische und Satteldach, wohl 19. Jahrhundert | D-7-80-133-2 Wikidata   | Bildstock                                   |
| Weststraße 23 (Standort) | Wohnteil eines ehemaligen Bauernhauses          | zweigeschossiger, verputzter Blockbau mit Flachsatteldach und Balkonvorbauten des frühen 20. Jahrhunderts, im Kern 18. Jahrhundert | D-7-80-133-167 Wikidata | Wohnteil eines ehemaligen Bauernhauses      |
| Windgasse 1 (Standort) | Ehemaliges Bauernhaus                           | zweigeschossiger, verschindelter Blockbau mit Schleppdach, ausgebautem Längsschopf und späterem Ladenvorbau, 18. Jahrhundert, Laden 1920er Jahre. | D-7-80-133-168 Wikidata | Ehemaliges Bauernhaus                       |
| Windgasse 5 (Standort) | Wohnteil eines ehemaligen Bauernhauses          | zweigeschossiger Flachsatteldachbau zum Teil in offener Blockbauweise, bezeichnet 1670, erneuert. | D-7-80-133-41 Wikidata  | Wohnteil eines ehemaligen Bauernhauses      |
| Wurzerstraße 4 (Standort) | Bauernhaus                                      | zweigeschossiger offener Blockbau mit Flachsatteldach und Mittertenne, 2. Hälfte 17. Jahrhundert | D-7-80-133-42 Wikidata  | Bauernhaus                                  |
| Wurzerstraße 5 (Standort) | Wohnteil eines ehemaligen Bauernhauses          | zweigeschossiger, verkleideter und verputzter Blockbau mit Flachsatteldach, im Kern 18. Jahrhundert, später verändert | D-7-80-133-169 Wikidata | Wohnteil eines ehemaligen Bauernhauses      |
| Zollstraße 1 (Standort) | Ehemaliges Bauernhaus                           | zweigeschossiger, offener Blockbau mit Satteldach, Mittertenne und Fachwerkteil an der Westfassade, nach 1865. | D-7-80-133-43 Wikidata  | weitere Bilder                              |

### Hinterenge
| Lage                    | Objekt                     | Beschreibung | Akten-Nr.               | Bild           |
| ----------------------- | -------------------------- | --- | ----------------------- | -------------- |
| Sesselweg 30 (Standort) | Alphütte Hintere Enge Berg | Blockbau, um 1850; südlich des Engenkopfes. Die Alpe Hinterenge, auch Alpe Hinter der Enge und Alpe Hintere Enge Berg, ist in Aufzeichnungen des Hochstifts Augsburg erstmals 1646 als Jagdhütte vermerkt. Die heutige Hütte wurde 1790 als Jagd- und Hirtenhütte erbaut. 1934 wurde die Alpe von Rosina Berg bis 1959 als Jagd- und Sennhütte genutzt. | D-7-80-133-140 Wikidata | weitere Bilder |

### Anatswald
| Lage                 | Objekt | Beschreibung                                                | Akten-Nr.               | Bild   |
| -------------------- | ------ | ----------------------------------------------------------- | ----------------------- | ------ |
| Anatswald (Standort) | Stadel | zweigeschossiger Blockbau mit Satteldach, um 1805 (Dendro). | D-7-80-133-190 Wikidata | Stadel |

### Bachtel
| Lage                     | Objekt     | Beschreibung | Akten-Nr.              | Bild       |
| ------------------------ | ---------- | --- | ---------------------- | ---------- |
| Im Bachtel 14 (Standort) | Bauernhaus | eingeschossiges Kleinhaus mit Satteldach, Blockbau mit Längsschopf und Stall im Untergeschoss, Ende 18. Jahrhundert | D-7-80-133-47 Wikidata | Bauernhaus |

### Birgsau
| Lage                            | Objekt                           | Beschreibung                                                                         | Akten-Nr.              | Bild           |
| ------------------------------- | -------------------------------- | ------------------------------------------------------------------------------------ | ---------------------- | -------------- |
| Eschbach; In Birgsau (Standort) | Katholische Kapelle St. Wendelin | Saalbau mit eingezogenem Chor, Chor 18. Jahrhundert, Langhaus 1848; mit Ausstattung. | D-7-80-133-48 Wikidata | weitere Bilder |

### Breitengehrenalpe
| Lage                          | Objekt             | Beschreibung | Akten-Nr.              | Bild               |
| ----------------------------- | ------------------ | --- | ---------------------- | ------------------ |
| Breitengehren-Alpe (Standort) | Breitengehren Alpe | erdgeschossiger, offener Rundholzblockbau mit Satteldach, mittigem Wohn- und Wirtschaftsteil und beidseitig seitlich angeordneten Ställen, im Kern angeblich um 1670, wohl 1. Hälfte/Mitte 18. Jahrhundert, Umbau letztes Drittel 19. Jahrhundert; | D-7-80-133-54 Wikidata | Breitengehren Alpe |

### Buchenrainalpe
| Lage                                                                    | Objekt        | Beschreibung | Akten-Nr.              | Bild          |
| ----------------------------------------------------------------------- | ------------- | --- | ---------------------- | ------------- |
| Buchenrain-Alpe, westlich der Stillach gegenüber Einödsbach. (Standort) | Buchrain Alpe | erdgeschossiger, verschindelter und verbretterter Blockbau mit flachem Satteldach und Längsschopf, im Kern angeblich 1670, Umbau 1. Drittel 19. Jahrhundert; | D-7-80-133-55 Wikidata | Buchrain Alpe |

### Dietersberg
| Lage                     | Objekt     | Beschreibung                                                                              | Akten-Nr.              | Bild       |
| ------------------------ | ---------- | ----------------------------------------------------------------------------------------- | ---------------------- | ---------- |
| Dietersberg 2 (Standort) | Bauernhaus | zweigeschossiger Blockbau mit Satteldach und Längsschopf, 18. Jahrhundert, Dach erneuert. | D-7-80-133-49 Wikidata | Bauernhaus |

### Einödsbach
| Lage                       | Objekt                            | Beschreibung                                                            | Akten-Nr.              | Bild           |
| -------------------------- | --------------------------------- | ----------------------------------------------------------------------- | ---------------------- | -------------- |
| Einödsbach 3 (Standort)    | Bauernhaus                        | zweigeschossiger Blockbau mit flachem Satteldach, bezeichnet 1595.      | D-7-80-133-53 Wikidata | weitere Bilder |
| Flur Einödsbach (Standort) | Katholische Kapelle St. Katharina | Rechteckbau mit Satteldach, 2. Hälfte 17. Jahrhundert; mit Ausstattung. | D-7-80-133-52 Wikidata | weitere Bilder |

### Faistenoy
| Lage                        | Objekt                  | Beschreibung | Akten-Nr.              | Bild           |
| --------------------------- | ----------------------- | --- | ---------------------- | -------------- |
| Im Birgsauer Tal (Standort) | Wegkapelle St. Wendelin | Im Gschlief, Rechteckbau mit eingezogener halbrunderapsis und westlichem Vorbau, Ostteil mittelalterlich, im 17./18. und im späten 18. Jahrhundert verlängert; mit Ausstattung. | D-7-80-133-59 Wikidata | weitere Bilder |

### Falkenbergalpe
| Lage                               | Objekt                  | Beschreibung                                                      | Akten-Nr.               | Bild                    |
| ---------------------------------- | ----------------------- | ----------------------------------------------------------------- | ----------------------- | ----------------------- |
| Vordere Falkenberg-Alpe (Standort) | Vordere Falkenberg Alpe | verschindelter Blockbau, um 1840; 2000 m westlich von Tiefenbach. | D-7-80-133-141 Wikidata | Vordere Falkenberg Alpe |

### Ferlewang
| Lage                                                      | Objekt          | Beschreibung | Akten-Nr.              | Bild            |
| --------------------------------------------------------- | --------------- | --- | ---------------------- | --------------- |
| In der Fluhe, südlich unterhalb des Geißbergs. (Standort) | Obere Fluh Alpe | zweigeschossiger Blockbau mit Schleppdach, 18. Jahrhundert; | D-7-80-133-62 Wikidata | Obere Fluh Alpe |
| Rohrmooser Straße 44 (Standort)                           | Bauernhaus      | Einzelhof, zweigeschossiger, teilweise verschindelter Blockbau mit flachem Satteldach und Mittertenne, Kern 2. Hälfte 17. Jahrhundert, äußere Erscheinung Ende 19. Jahrhundert | D-7-80-133-60 Wikidata | Bauernhaus      |
| Rohrmooser Straße 56 (Standort)                           | Bildstock       | 18./19. Jahrhundert; an der Straße. | D-7-80-133-64 Wikidata | Bildstock       |
| Rohrmooser Straße 59 (Standort)                           | Bauernhaus      | zweigeschossiger verschindelter Blockbau mit Satteldach und verbrettertem Längsschopf, frühes 19. Jahrhundert                                                                  | D-7-80-133-61 Wikidata | Bauernhaus      |

### Gaisalpe
| Lage                              | Objekt     | Beschreibung                          | Akten-Nr.              | Bild           |
| --------------------------------- | ---------- | ------------------------------------- | ---------------------- | -------------- |
| unterhalb der Gaisalpe (Standort) | Wegkapelle | kleiner Rechteckbau, bezeichnet 1866; | D-7-80-133-65 Wikidata | weitere Bilder |

### Gerstruben
| Lage                     | Objekt                    | Beschreibung | Akten-Nr.              | Bild                  |
| ------------------------ | ------------------------- | --- | ---------------------- | --------------------- |
| Gerstruben 2 (Standort)  | Ehemaliges Bauernhaus     | zweigeschossiger offener Blockbau mit flachem Satteldach, Lauben, Mittertenne und Heuschinde, bezeichnet 1626. | D-7-80-133-67 Wikidata | weitere Bilder        |
| Gerstruben 4 (Standort)  | Ehemaliges Bauernhaus     | Zwiehofanlage, zweigeschossiges Wohnhaus und angebauter Stallstadel in Rundholzblockbauweise mit flachen, schindelgedeckten Satteldächern, bezeichnet 1619.                                                             | D-7-80-133-68 Wikidata | Ehemaliges Bauernhaus |
| Gerstruben 6 (Standort)  | Ehemaliges Bauernhaus     | Zwiehof, zweigeschossiger gestrickter Blockbau mit Landerndach über gemauertem Sockelgeschoss, 2. Hälfte 17. Jahrhundert, erneuert; Stallstadel, rückwärtig anschließender Blockbau mit Landerndach, wohl gleichzeitig. | D-7-80-133-69 Wikidata | Ehemaliges Bauernhaus |
| Gerstruben 7 (Standort)  | Ehemaliges Bauernhaus     | Einfirsthof, zweigeschossiger Blockbau mit Landerndach, Mittertenne und Hochfahrt, 2. Hälfte 18. Jahrhundert, 2007 verändert (Dach vollständig erneuert).                                                               | D-7-80-133-70 Wikidata | Ehemaliges Bauernhaus |
| In Gerstruben (Standort) | Katholische Marienkapelle | Rechteckbau mit dreiseitigem Schluss, Ende 17. Jahrhundert; mit Ausstattung. | D-7-80-133-66 Wikidata | weitere Bilder        |

### Gerstruber Alpe
| Lage                                                   | Objekt          | Beschreibung | Akten-Nr.              | Bild           |
| ------------------------------------------------------ | --------------- | --- | ---------------------- | -------------- |
| Inneres Höfatstobel, östlich von Gerstruben (Standort) | Gerstruber Alpe | Gruppe von vier Gebäuden; Hütte, erdgeschossiger, teils verschindelter und verbretterter Blockbau mit Satteldach, bezeichnet 1831; drei Stallgebäude, zwei langgestreckte, im rechten Winkel zur Hütte angeordnete Blockbauten mit Landerndächern, wohl 2. Hälfte 19. Jahrhundert sowie kleiner Blockbau mit Landerndach, parallel zur Hütte, wohl um 1831; | D-7-80-133-71 Wikidata | weitere Bilder |

### Gottenried
| Lage                                                        | Objekt                | Beschreibung                                                                                               | Akten-Nr.              | Bild                  |
| ----------------------------------------------------------- | --------------------- | --- | ---------------------- | --------------------- |
| Christlessee 4 (Standort)                                   | Ehemaliges Bauernhaus | zweigeschossiger offener Blockbau mit flachem Satteldach, Balkenvorstößen und Mittertenne, 18. Jahrhundert | D-7-80-133-74 Wikidata | Ehemaliges Bauernhaus |
| Christlessee 5 (Standort)                                   | Ehemaliges Bauernhaus | zweigeschossiger verschindelter Blockbau mit Schleppdach, Anfang 18. Jahrhundert                           | D-7-80-133-75 Wikidata | Ehemaliges Bauernhaus |
| Christlessee 6 (Standort)                                   | Bauernhaus            | erdgeschossiger Blockbau mit flachem Satteldach und Längsschopf, Anfang 18. Jahrhundert                    | D-7-80-133-76 Wikidata | Bauernhaus            |
| Christlessee 6, an der Straße nach Spielmannsau. (Standort) | Bildstock             | Pfeiler mit Rundbogennische, 18./19. Jahrhundert;                                                          | D-7-80-133-77 Wikidata | BW                    |

### Gundsbach
| Lage                                         | Objekt    | Beschreibung                                                 | Akten-Nr.              | Bild |
| -------------------------------------------- | --------- | ------------------------------------------------------------ | ---------------------- | ---- |
| Gundsbach, beim nördlichsten Hof. (Standort) | Bildstock | Pfeiler mit Rundbogennische und Satteldach, 18. Jahrhundert; | D-7-80-133-79 Wikidata | BW   |

### Hintere Einödsbergalpe
| Lage                              | Objekt                  | Beschreibung | Akten-Nr.              | Bild           |
| --------------------------------- | ----------------------- | --- | ---------------------- | -------------- |
| Hintere Einödsbergalpe (Standort) | Hintere Einödsberg Alpe | Hütte, erdgeschossiger, verschindelter Blockbau mit Flachsatteldach, letztes Viertel 19. Jahrhundert, erneuert; Schopf, Holzbau mit Satteldach, letztes Viertel 19. Jahrhundert, erneuert. | D-7-80-133-57 Wikidata | weitere Bilder |

### Hintere Traufbergalpe
| Lage                                                          | Objekt                 | Beschreibung | Akten-Nr.               | Bild                   |
| ------------------------------------------------------------- | ---------------------- | --- | ----------------------- | ---------------------- |
| In den Bränden, östlich des Ortes im Traufbergtal. (Standort) | Hintere Traufberg Alpe | ursprünglich zweigeschossiger Blockbau mit flachem Satteldach und rückwärtig leicht erhöhtem Stallbereich, im Kern 18. Jahrhundert; | D-7-80-133-130 Wikidata | Hintere Traufberg Alpe |

### Höfle Alpe
| Lage                                             | Objekt     | Beschreibung | Akten-Nr.               | Bild       |
| ------------------------------------------------ | ---------- | --- | ----------------------- | ---------- |
| Höfle-Alpe, östlich des Gottesackers. (Standort) | Höfle Alpe | erdgeschossiger Blockbau mit Satteldach und erhöhtem, rückwärtig anschließendem Lagerraum, im Kern 17. Jahrhundert/frühes 18. Jahrhundert, erneuert vor 1860 | D-7-80-133-146 Wikidata | Höfle Alpe |

### Jauchen
| Lage                      | Objekt  | Beschreibung                                                                    | Akten-Nr.              | Bild           |
| ------------------------- | ------- | ------------------------------------------------------------------------------- | ---------------------- | -------------- |
| Jauchen 10 1/2 (Standort) | Kapelle | kleiner Rechteckbau mit Dachreiter, 2. Hälfte 17. Jahrhundert; mit Ausstattung. | D-7-80-133-81 Wikidata | weitere Bilder |

### Kornau
| Lage                                               | Objekt                                       | Beschreibung | Akten-Nr.               | Bild                                 |
| -------------------------------------------------- | -------------------------------------------- | --- | ----------------------- | ------------------------------------ |
| Boschenbichel, 200 m südlich des Ortes. (Standort) | Bildstock                                    | Pfeiler mit Stichbogennische und Satteldach, Ende 18. Jahrhundert; | D-7-80-133-86 Wikidata  | Bildstock                            |
| Kornau 29 (Standort)                               | Katholische Kapelle St. Fabian und Sebastian | Saalbau mit eingezogenem Chor, Dachreiter und Vorzeichen, 16. Jahrhundert, im 18. Jahrhundert und später verändert; mit Ausstattung.                                                                                       | D-7-80-133-82 Wikidata  | weitere Bilder                       |
| Kornau 30 (Standort)                               | Wohnteil des ehemaligen Bauernhauses         | zweigeschossiger, offener Blockbau, um 1620, Dach später verändert. | D-7-80-133-83 Wikidata  | Wohnteil des ehemaligen Bauernhauses |
| Kornau 37 (Standort)                               | Ehemaliges Kleinbauernhaus                   | zweigeschossiger, verschindelter Blockbau mit Schleppdach, Längs- und Hakenschopf, Anfang 19. Jahrhundert | D-7-80-133-84 Wikidata  | Ehemaliges Kleinbauernhaus           |
| Kornau 44 (Standort)                               | Bauernhaus                                   | zweigeschossiger, offener Blockbau mit Schleppdach, 18. Jahrhundert | D-7-80-133-85 Wikidata  | Bauernhaus                           |
| Kornau 51 (Standort)                               | Wohnhaus                                     | ehemaliges Ferienhaus des Architekten Paul Bonatz, 1953–1989 Wohnhaus des schwäbischen Dichters Arthur Maximilian Miller, eingeschossiger Holzbau mit Satteldach über gemauertem Kellersockel, von Paul Bonatz, 1935–1936. | D-7-80-133-170 Wikidata | Wohnhaus                             |

### Lohmoosalpe
| Lage                                                              | Objekt       | Beschreibung                                                                                                   | Akten-Nr.               | Bild |
| ----------------------------------------------------------------- | ------------ | --- | ----------------------- | ---- |
| Hochalpe, 3800 m nördlich des Hohen Ifen, 1605 m Höhe. (Standort) | Lohmoos Alpe | Hochalpe, erdgeschossiger Blockbau mit Flachsatteldach über Steinsockel, 1934, unter Verwendung älterer Teile; | D-7-80-133-145 Wikidata | BW   |

### Moosalpe
| Lage                 | Objekt   | Beschreibung | Akten-Nr.               | Bild |
| -------------------- | -------- | --- | ----------------------- | ---- |
| Moosalpen (Standort) | Moosalpe | Blockbau, 1. Hälfte 19. Jahrhundert; nordwestlich und unterhalb des eigentlichen Gipfels des Engenkopfes (1282 m) an der östlichen Abbruchkante. Wird als Jagdhütte genutzt, vor der Hütte ist ein kleiner Teich aufgestaut, dessen Waser in einen Bach fließt, der schon nach wenigen Metern in einer leicht zugänglichen Karsthöhle verschwindet. | D-7-80-133-149 Wikidata | BW   |

### Oib
| Lage                            | Objekt     | Beschreibung | Akten-Nr.              | Bild       |
| ------------------------------- | ---------- | --- | ---------------------- | ---------- |
| In der Oib;Oibweg 16 (Standort) | Bildstock  | Pfeiler mit Rechtecknische und Satteldach, 19. Jahrhundert; an der Straße zur Breitachklamm.                    | D-7-80-133-88 Wikidata | Bildstock  |
| Oibweg 25 (Standort)            | Bauernhaus | zweigeschossiger gestrickter Blockbau mit flachem Satteldach, Zahnfriesen und Längsschopf, Ende 17. Jahrhundert | D-7-80-133-87 Wikidata | Bauernhaus |

### Osterbergalpe
| Lage                                                                   | Objekt         | Beschreibung | Akten-Nr.               | Bild           |
| ---------------------------------------------------------------------- | -------------- | --- | ----------------------- | -------------- |
| Am Osterberg, 1200 m südwestlich des Vorderen Kackenkopfes. (Standort) | Osterberg Alpe | Zweigeschossiger, teils verschindelter Blockbau mit flachem Satteldach, bezeichnet 1853. Erstmals 1608 als Krebinenberg als Teil einer kleinen Siedlung erwähnt. Gehört seit 1894 zu den Rohrmooser Alpen der fürstlichen Oberförsterei Waldburg-Wolfegg. Wird seit 2006 von der Familie Milz mit 180 Stück Jungvieh bewirtschaftet. | D-7-80-133-150 Wikidata | Osterberg Alpe |

### Petersalpe
| Lage                   | Objekt        | Beschreibung | Akten-Nr.              | Bild          |
| ---------------------- | ------------- | --- | ---------------------- | ------------- |
| Peters-Alpe (Standort) | Peters Älpele | Hütte, erdgeschossiger, verbretterter Blockbau mit Schleppdach, 1832, Erweiterung letztes Drittel 19. Jahrhundert; Stallgebäude, verbretterter Blockbau mit flachem Satteldach, wohl gleichzeitig, Erweiterung Ende 19. Jahrhundert | D-7-80-133-58 Wikidata | Peters Älpele |

### Rautalpe
| Lage                                               | Objekt    | Beschreibung | Akten-Nr.               | Bild      |
| -------------------------------------------------- | --------- | --- | ----------------------- | --------- |
| Sonnenwald, an der Straße nach Rohrmoos (Standort) | Raut Alpe | Hütte, erdgeschossiger, verschindelter Blockbau mit Satteldach, im Kern 1732, erneuert 1935; Stallgebäude, langgestreckter, gestrickter Blockbau mit Landerndach, bezeichnet 1736; Stallgebäude, kleiner Blockbau mit Satteldach, um 1880; | D-7-80-133-151 Wikidata | Raut Alpe |

### Reichenbach bei Oberstdorf
| Lage                      | Objekt                          | Beschreibung | Akten-Nr.              | Bild                  |
| ------------------------- | ------------------------------- | --- | ---------------------- | --------------------- |
| Bachpointen (Standort)    | Hirtenhaus                      | erdgeschossiger offener Blockbau mit Satteldach, 1. Hälfte 19. Jahrhundert; bei Haus Nummer 47.                                                        | D-7-80-133-96 Wikidata | Hirtenhaus            |
| In Reichenbach (Standort) | Katholische Kapelle St. Jakobus | Saalbau mit eingezogenem Chor und östlichem Sakristeianbau, um 1540, Sakristei 1764; mit Ausstattung.                                                  | D-7-80-133-89 Wikidata | weitere Bilder        |
| Reichenbach 10 (Standort) | Ehemaliges Bauernhaus           | zweigeschossiger Blockbau mit Längs- und Hackenschopf, im Kern 17./18. Jahrhundert                                                                     | D-7-80-133-91 Wikidata | Ehemaliges Bauernhaus |
| Reichenbach 20 (Standort) | Bauernhaus                      | zweigeschossiger Blockbau mit flachem Satteldach und Längstenne im Schopf, im Kern 17./18. Jahrhundert                                                 | D-7-80-133-92 Wikidata | Bauernhaus            |
| Reichenbach 28 (Standort) | Bauernhaus                      | zweigeschossiger offener Blockbau mit flachem Satteldach, Untergeschoss (ehemalige Austragsstube oder Werkstatt) und Längsschopf, noch 17. Jahrhundert | D-7-80-133-93 Wikidata | Bauernhaus            |
| Reichenbach 32 (Standort) | Ehemaliges Bauernhaus           | zweigeschossiger Blockbau mit flachem Satteldach und profilierten Bügen, über massivem Untergeschoss, im Kern Mitte 17. Jahrhundert                    | D-7-80-133-94 Wikidata | Ehemaliges Bauernhaus |
| Reichenbach 35 (Standort) | Bauernhaus                      | zweigeschossiger offener Blockbau mit flachem Satteldach, 18. Jahrhundert, Ostteil erneuert; aus dem Walsertal hierher versetzt.                       | D-7-80-133-95 Wikidata | Bauernhaus            |

### Reute
| Lage                           | Objekt    | Beschreibung | Akten-Nr.              | Bild      |
| ------------------------------ | --------- | --- | ---------------------- | --------- |
| Alte Walserstraße 8 (Standort) | Bildstock | Pfeiler mit zwei Stichbogennischen und Satteldach, 18. Jahrhundert. Text: Hier ist Franz Fritz im 15. Lebensjahr, Müllersohn von Riezlern, am 6.5.1860 von seinem durchgehenden Gespann zu Tode geschleift worden und furchtbar zugerichtet. Mit entsprechendem Bild | D-7-80-133-97 Wikidata | Bildstock |

### Ringang
| Lage                 | Objekt                                 | Beschreibung | Akten-Nr.              | Bild                                   |
| -------------------- | -------------------------------------- | --- | ---------------------- | -------------------------------------- |
| Ringang 2 (Standort) | Bauernhaus                             | erdgeschossiger Blockbau über Natursteinsockel mit flachem Satteldach, Längsschopf und Hochtenne, 2. Hälfte 18. Jahrhundert | D-7-80-133-99 Wikidata | Bauernhaus                             |
| Ringang 4 (Standort) | Wohnteil eines ehemaligen Bauernhauses | zweigeschossiger offener Blockbau mit flachem Satteldach, spätes 18. Jahrhundert                                            | D-7-80-133-98 Wikidata | Wohnteil eines ehemaligen Bauernhauses |

### Rohrmoos
| Lage                   | Objekt                       | Beschreibung | Akten-Nr.               | Bild           |
| ---------------------- | ---------------------------- | --- | ----------------------- | -------------- |
| Rohrmoos 3 (Standort)  | Katholische Kapelle St. Anna | verschindelter Blockbau mit dreiseitigem Schluss, um 1568; mit Ausstattung. | D-7-80-133-100 Wikidata | weitere Bilder |
| Rohrmoos 10 (Standort) | Rohrmoos Alpe                | Sennerei, zweigeschossiger Blockbau mit Satteldach, bezeichnet 1853; Stallgebäude, zweigeschossiger Block- und Riegelbau mit Flachsatteldach, im Kern 18. Jahrhundert, um 1900 verändert; Schopf, Flachsatteldachbau mit Längstenne, 18. Jahrhundert; an der Straße nach Rohrmoos. | D-7-80-133-152 Wikidata | Rohrmoos Alpe  |

### Rubi
| Lage                                    | Objekt                                 | Beschreibung | Akten-Nr.               | Bild                                   |
| --------------------------------------- | -------------------------------------- | --- | ----------------------- | -------------------------------------- |
| Hirtenbichel, Kalkofenweg 25 (Standort) | Wohnteil eines ehemaligen Bauernhauses | zweigeschossiger Blockbau auf gemauertem Untergeschoss, um 1730; aus dem Bregenzerwald hierher übertragen.                                                                         | D-7-80-133-104 Wikidata | Wohnteil eines ehemaligen Bauernhauses |
| Kapellenweg 3 (Standort)                | Katholische Kapelle St. Anna           | Saalbau mit leicht eingezogenem Chor und Dachreiter mit Zwiebelhaube, 1636–1643; mit Ausstattung.                                                                                  | D-7-80-133-105 Wikidata | weitere Bilder                         |
| Oberstdorfer Straße 7 (Standort)        | Wohnteil eines Bauernhofes             | zweigeschossiger, verputzter bzw. verschalter Blockbau mit flachem Satteldach und Längsschopf, 2. Hälfte 17. Jahrhundert                                                           | D-7-80-133-107 Wikidata | weitere Bilder                         |
| Oberstdorfer Straße 12 (Standort)       | Bauernhaus                             | zweigeschossiger verschindelter Blockbau mit flachem Satteldach, Längsschopf und Fachwerkgiebel, bezeichnet 1777.                                                                  | D-7-80-133-108 Wikidata | Bauernhaus                             |
| Oberstdorfer Straße 16 (Standort)       | Bauernhaus                             | zweigeschossiger verschindelter Mitterstallbau mit Satteldach, 3. Drittel 18. Jahrhundert                                                                                          | D-7-80-133-109 Wikidata | Bauernhaus                             |
| Oberstdorfer Straße 19 (Standort)       | Ehemaliges Bauernhaus                  | zweigeschossiger Mittertennbau mit flachem Satteldach, massivem Erdgeschoss, Fachwerkobergeschoss und Längsschopf, 2. Hälfte 18. Jahrhundert, Wirtschaftsteil teilweise verändert. | D-7-80-133-110 Wikidata | Ehemaliges Bauernhaus                  |
| Oberstdorfer Straße 24 (Standort)       | Bauernhaus                             | zweigeschossiger, langgestreckter Bau mit Mansardgiebeldach, Ende 18. Jahrhundert                                                                                                  | D-7-80-133-112 Wikidata | weitere Bilder                         |

### Schattwaldalpe
| Lage                                          | Objekt          | Beschreibung | Akten-Nr.               | Bild            |
| --------------------------------------------- | --------------- | --- | ----------------------- | --------------- |
| Schattwald, 500 m östlich vom Ort. (Standort) | Schattwald Alpe | Wohnbau, erdgeschossiger, teils verputzter, teils verbretterter Blockbau mit Satteldach, Ende 18. Jahrhundert, erneuert; Stallgebäude, langgestreckter, teils verputzter, verschindelter und verbretterter Ständerbau mit Walmdach, nach 1900; | D-7-80-133-103 Wikidata | Schattwald Alpe |

### Schöllang
| Lage                    | Objekt                                        | Beschreibung | Akten-Nr.               | Bild                  |
| ----------------------- | --------------------------------------------- | --- | ----------------------- | --------------------- |
| Am Egg 7 (Standort)     | Bauernhaus                                    | zweigeschossiger, verschindelter Blockbau mit flachem Satteldach, Mittertenne und Längsschopf, 17./18. Jahrhundert | D-7-80-133-115 Wikidata | Bauernhaus            |
| Am Egg 15 (Standort)    | Bauernhaus                                    | zweigeschossiger, gestrickter Blockbau mit flachem Satteldach, profilierten Balkenköpfen und Längsschopf, 2. Hälfte 18. Jahrhundert                                                                                                | D-7-80-133-116 Wikidata | Bauernhaus            |
| Burg 1 (Standort)       | Ehemalige katholische Pfarrkirche St. Michael | sogenannte Burgkirche, jetzt Friedhofskirche, Saalbau mit eingezogenem Chor und Dachreiter, im Kern 13./14. Jahrhundert, Neubau des frühen 15. Jahrhunderts, nach Brand 1579/80 wiederhergestellt, Umbau 1708/09; mit Ausstattung. | D-7-80-133-117 Wikidata | weitere Bilder        |
| Kirchplatz 1 (Standort) | Katholische Pfarrkirche St. Michael           | Saalbau mit eingezogenem Chor und nördlichem Turm mit Zwiebelhaube, Teile der Nordmauer 15. Jahrhundert, nach Entwurf von Johann Georg Fischer, 1726–1731, Turm 1734/35 von Joseph Banz; mit Ausstattung.                          | D-7-80-133-118 Wikidata | weitere Bilder        |
| Kirchplatz 3 (Standort) | Ehemaliges Pfarrhaus                          | zweigeschossiger Flachsatteldachbau mit massivem Erdgeschoss und verputztem Blockbau-Obergeschoss, 1663. | D-7-80-133-119 Wikidata | Ehemaliges Pfarrhaus  |
| Kirchplatz 6 (Standort) | Ehemaliges Kaplanhaus                         | zweigeschossiger verputzter bzw. verschindelter Blockbau mit Satteldach, Ende 17. Jahrhundert | D-7-80-133-120 Wikidata | Ehemaliges Kaplanhaus |

### Schwand
| Lage                                               | Objekt             | Beschreibung | Akten-Nr.               | Bild               |
| -------------------------------------------------- | ------------------ | --- | ----------------------- | ------------------ |
| Am Freibergsee (Standort)                          | Ehemaliger Zwiehof | Wohnhaus, erdgeschossiger Blockbau mit flachem Satteldach, 17./18. Jahrhundert; Futterstadel, Rundholzblockbau mit Schleppdach, 18. Jahrhundert                        | D-7-80-133-126 Wikidata | Ehemaliger Zwiehof |
| Hochleite 1, westlich des Freibergsees. (Standort) | Hochleite Alpe     | erdgeschossiger, verschindelter Blockbau mit flachem Satteldach und rückwärtigem, höherem Stallgebäude, Hausstock im Kern wohl um 1680, Veränderungen 19. Jahrhundert; | D-7-80-133-127 Wikidata | Hochleite Alpe     |
| Sinnwelle (Standort)                               | Bauernhaus         | langgestreckter, erdgeschossiger Blockbau mit flachem Satteldach und Längsschopf, 18. Jahrhundert                                                                      | D-7-80-133-113 Wikidata | Bauernhaus         |

### Spielmannsau
| Lage                          | Objekt                             | Beschreibung                                                                                            | Akten-Nr.               | Bild           |
| ----------------------------- | ---------------------------------- | --- | ----------------------- | -------------- |
| Flur Spielmannsau (Standort)  | Kapelle                            | kleiner Rechteckbau mit Dachreiter, Ende 19. Jahrhundert; mit Ausstattung; in Oberau.                   | D-7-80-133-129 Wikidata | weitere Bilder |
| Untere Gibelmähder (Standort) | Katholische Kapelle Christi Geburt | Rechteckbau mit westlichem Vorbau, 16. Jahrhundert, Veränderungen 17./18. Jahrhundert; mit Ausstattung. | D-7-80-133-128 Wikidata | weitere Bilder |

### Tiefenbach bei Oberstdorf
| Lage                                           | Objekt                                 | Beschreibung | Akten-Nr.               | Bild                                   |
| ---------------------------------------------- | -------------------------------------- | --- | ----------------------- | -------------------------------------- |
| Vordergeisberg, am Weg zum Geißberg (Standort) | Steiner Alpe                           | zweigeschossiger, teils verschindelter Blockbau mit flachem Satteldach und erhöhtem Stallbereich mit Schleppdach, 1. Hälfte 19. Jahrhundert, erneuert. | D-7-80-133-154 Wikidata | Steiner Alpe                           |
| Wasachstraße 9 (Standort)                      | Ehemaliges Bauernhaus                  | zweigeschossiger, verschindelter Blockbau mit flachem Satteldach, Wirtschaftsteil verändert, im Kern Anfang 19. Jahrhundert | D-7-80-133-135 Wikidata | Ehemaliges Bauernhaus                  |
| Wasachstraße 17 (Standort)                     | Wohnteil eines ehemaligen Bauernhauses | zweigeschossiger, verschindelter Blockbau mit flachem Satteldach, 1. Drittel 19. Jahrhundert | D-7-80-133-136 Wikidata | Wohnteil eines ehemaligen Bauernhauses |
| Wasachstraße 21 (Standort)                     | Katholische Pfarrkirche St. Barbara    | spätgotischer Saalbau mit eingezogenem Chor und nördlichem Turm mit Spitzhelm, 1458, Chor 1505, Umgestaltung 18. Jahrhundert, Turmobergeschosse 1892; mit Ausstattung; ehemaliges Beinhaus, jetzt Kriegergedächtniskapelle, rechteckiger Steinbau mit Satteldach, im Kern Anfang 16. Jahrhundert; in Südwestecke des Friedhofs. | D-7-80-133-137 Wikidata | weitere Bilder                         |
| Wasachstraße 23 (Standort)                     | Pfarrhaus                              | zweigeschossiger, verschindelter Blockbau mit Flachsatteldach, 1759. | D-7-80-133-138 Wikidata | Pfarrhaus                              |
| Wasachstraße 41 (Standort)                     | Wasach-Sanatorium                      | über T-förmigem Grundriss errichteter, dreigeschossiger Bau auf Naturstein-Sockel, mit hohen Giebelrisaliten und Satteldachturm, das oberste Geschoss verschindelt, von Jean Keller, 1914–1917. | D-7-80-133-172 Wikidata | Wasach-Sanatorium                      |

### Untere Mädelealpe
| Lage                                                            | Objekt             | Beschreibung | Akten-Nr.               | Bild               |
| --------------------------------------------------------------- | ------------------ | --- | ----------------------- | ------------------ |
| Untere Mädelealpe, südlich des Ortes im Trettachtal. (Standort) | Untere Mädele Alpe | erdgeschossiger, verschindelter Massiv- und Ständerbau mit Flachsatteldach, im Kern Mitte 19. Jahrhundert, nach 1900 verändert; | D-7-80-133-131 Wikidata | Untere Mädele Alpe |

### Vordere Traufbergalpe
| Lage                     | Objekt                 | Beschreibung | Akten-Nr.               | Bild                   |
| ------------------------ | ---------------------- | --- | ----------------------- | ---------------------- |
| Im Kleegarten (Standort) | Vordere Traufberg Alpe | erdgeschossiger Blockbau über massivem Sockel, mit Satteldach, im Kern 1. Hälfte 17. Jahrhundert, erneuert; Heuschinden und Futterställe, Blockbauten mit Satteldächern, 18. Jahrhundert | D-7-80-133-175 Wikidata | Vordere Traufberg Alpe |

### Weidach
| Lage                                             | Objekt        | Beschreibung | Akten-Nr.               | Bild           |
| ------------------------------------------------ | ------------- | --- | ----------------------- | -------------- |
| Breitach; Moosacker; Nähe Klammstraße (Standort) | Fußgängersteg | Bogenkonstruktion aus genietetem Stahlfachwerk, Widerlager und Mittelpfeiler unbewehrter Beton, nach 1926, Vorbrücke erneuert | D-7-80-133-197 Wikidata | weitere Bilder |

### Winkel
| Lage                            | Objekt                                      | Beschreibung | Akten-Nr.               | Bild                                        |
| ------------------------------- | ------------------------------------------- | --- | ----------------------- | ------------------------------------------- |
| Im Winkel 5 (Standort)          | Ehemaliges Bauernhaus                       | zweigeschossiger offener Blockbau mit flachem Satteldach, konkaven Balkenvorstößen und ausgebautem Längsschopf, Ende 17. Jahrhundert | D-7-80-133-156 Wikidata | weitere Bilder                              |
| Rohrmooser Straße 23 (Standort) | Wohnteil eines ehemaligen Kleinbauernhauses | zweigeschossiger zum Teil verschindelter Blockbau mit flachem Satteldach, im Kern 18. Jahrhundert                                    | D-7-80-133-157 Wikidata | Wohnteil eines ehemaligen Kleinbauernhauses |
| Rohrmooser Straße 24 (Standort) | Forsthaus Waldburg-Wolfegg                  | zweigeschossiger offener Blockbau mit flachem Satteldach, im alpenländischen Stil, um 1900.                                          | D-7-80-133-171 Wikidata | Forsthaus Waldburg-Wolfegg                  |
| Rohrmooser Straße 25 (Standort) | Katholische Kapelle St. Martin              | Rechteckbau mit Arma Christi über dem Eingang, 2. Hälfte 17. Jahrhundert; mit Ausstattung.                                           | D-7-80-133-155 Wikidata | weitere Bilder                              |

## Ehemalige Baudenkmäler
In diesem Abschnitt sind Objekte aufgeführt, die früher einmal in der Denkmalliste eingetragen waren, jetzt aber nicht mehr. Objekte, die in anderem Zusammenhang also z. B. als Teil eines Baudenkmals weiter eingetragen sind, sollen hier nicht aufgeführt werden. Aktennummern in diesem Abschnitt sind ehemalige, jetzt nicht mehr gültige Aktennummern.

| Lage                         | Objekt    | Beschreibung                                                                                   | Akten-Nr.               | Bild      |
| ---------------------------- | --------- | ---------------------------------------------------------------------------------------------- | ----------------------- | --------- |
| Schöllang Burgegg (Standort) | Bildstock | Pfeiler mit spitzbogiger Nische und Satteldach, Mitte 18. Jahrhundert; südlich der Bergkirche. | D-7-80-133-123 Wikidata | Bildstock |

## Abgegangene Baudenkmäler
In diesem Abschnitt sind Objekte aufgeführt, die früher einmal in der Denkmalliste eingetragen waren, jetzt aber nicht mehr existieren, z. B. weil sie abgebrochen wurden. Aktennummern in diesem Abschnitt sind ehemalige, jetzt nicht mehr gültige Aktennummern.

| Lage                                   | Objekt             | Beschreibung                                                                             | Akten-Nr.               | Bild               |
| -------------------------------------- | ------------------ | ---------------------------------------------------------------------------------------- | ----------------------- | ------------------ |
| Rubi Oberstdorfer Straße 22 (Standort) | Ehemalige Schmiede | zweigeschossiger Walmdachbau mit verputztem Blockbauobergeschoss, Anfang 19. Jahrhundert | D-7-80-133-111 Wikidata | Ehemalige Schmiede |